# Wago
WAGO GmbH & Co. KG er et tysk industriselskab med hovedkvarter i Minden, Nordrhein-Westfalen. WAGO producerer komponenter til el, elektronik og automatisering.
I 2022 havde de 9.000 ansatte og en omsætning på 1,3 mia. euro. De er verdensførende indenfor fjederklips.
I 1951 fik Heinrich Nagel og Friedrich Hohorst et patent på fjederklips.